# Żagwin ogrodowy

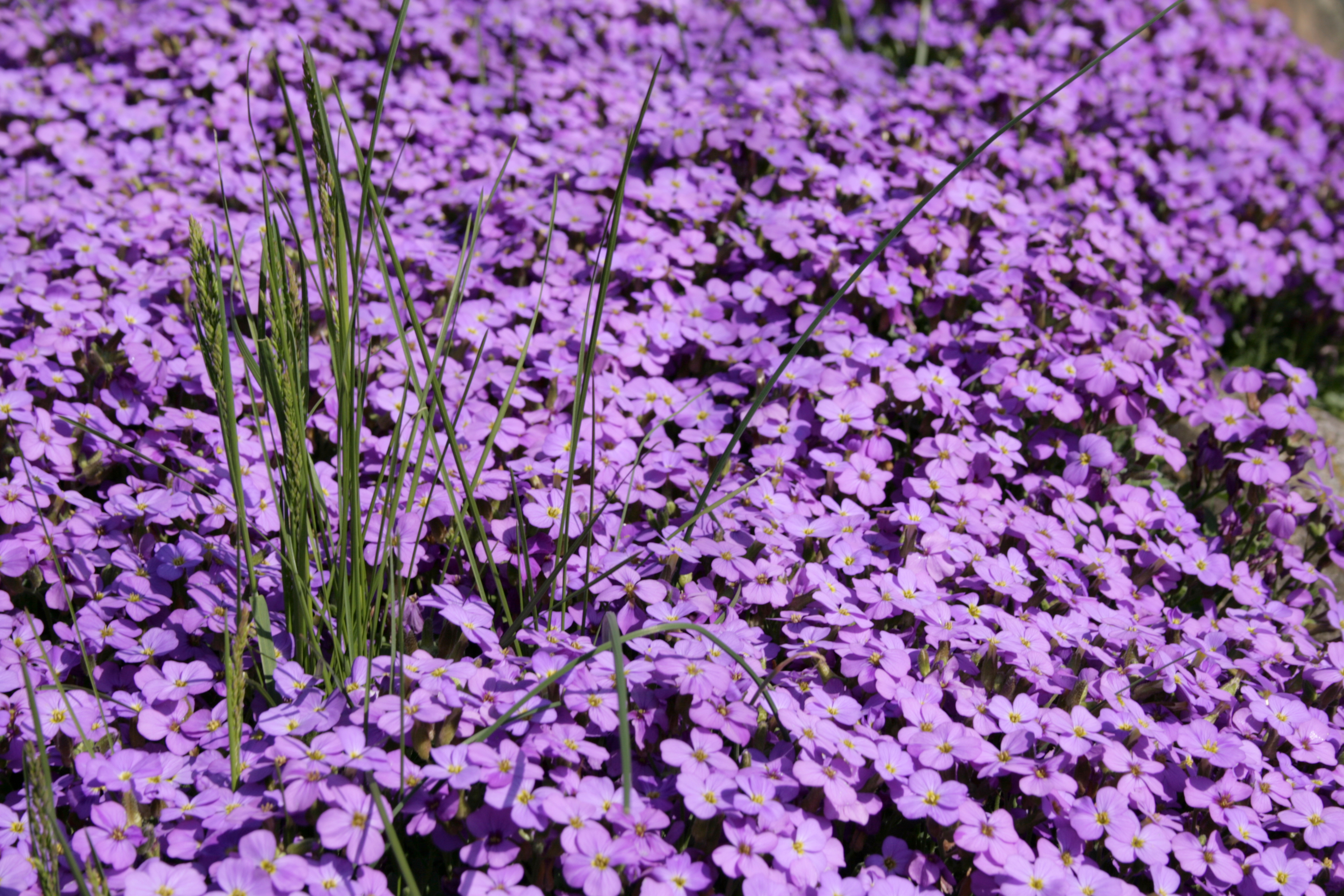
Kwitnący żagwin

Żagwin ogrodowy (Aubrieta ×cultorum Bergmans), nazywany czasami obrecją ogrodową – mieszaniec powstały w wyniku skrzyżowania A. deltoidea z innymi gatunkami żagwinu.

## Morfologia
PokrójNiska roślina darniowa tworząca szeroko ścielące się i gęste kobierce o wysokości do 10 cm.
LiściePojedyncze, matowozielone, grubo ząbkowane, owłosione.
KwiatyDrobne, różowo-fioletowe zebrane w krótkie grona. Kwitnie bardzo obficie od kwietnia do czerwca.

## Zastosowanie
Jest uprawiany jako roślina ozdobna. Używany jest do obsadzania ogródków skalnych, murków i na rabaty. Efektownie wygląda, gdy jego pędy zwisają z głazów lub murów. Jest jedną z 5 podstawowych bylin wiosennych (pozostałe to ubiorek wiecznie zielony, gęsiówka kaukaska, smagliczka skalna i floks szydlasty).

## Uprawa
- Wymagania. Wystarcza mu przeciętnie żyzna gleba, powinna być średnio wilgotna, przepuszczalna i mieć zasadowy odczyn. Wymaga słonecznego stanowiska. Jest wytrzymały na mróz, często jednak jego pędy uszkadzane są przez zimne wiatry i słońce. Na zimę najlepiej jest przykryć go gałązkami iglaków, nie należy natomiast przysypywać liśćmi i ściółką, gdyż powoduje to gnicie pędów.
- Rozmnażanie. Rozmnaża się go z sadzonek lub przez podział bryły korzeniowej. Najłatwiej ukorzeniają się pędy po przysypaniu ich ziemią.